# Ho (Ghana)
Xem các nghĩa khác tại ho (định hướng)

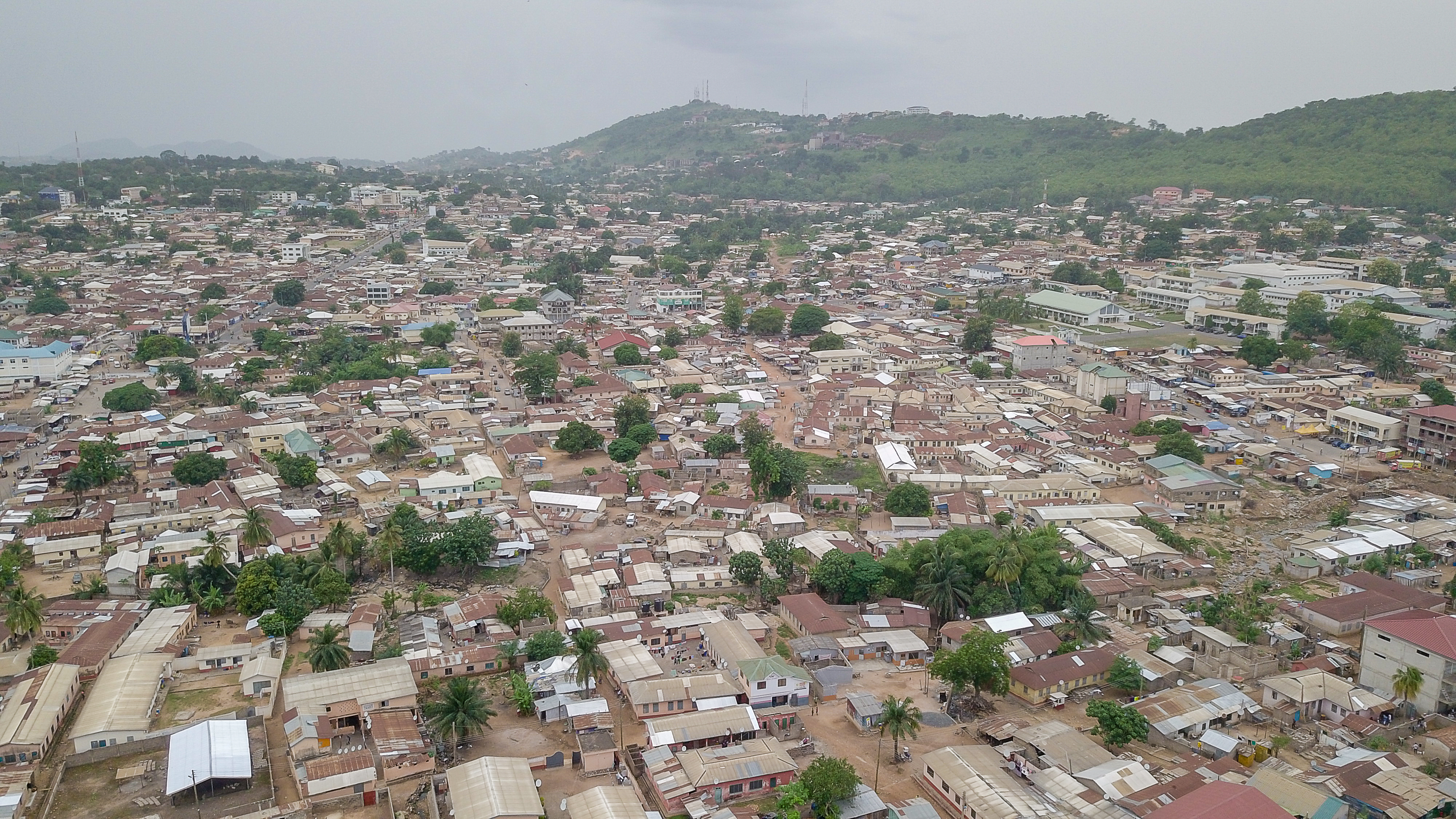
Ho, Ghana

Ho là thành phố tại đông nam Ghana và là thủ đô của vùng Volta. Thành phố nằm gần núi Mount Adaklu và là quê hương của nhà bảo tàng, nhà thờ lớn và nhà giam lớn. Ngôn ngữ được sử dụng nhiều nhất là Ewe.
Ho, rất khác so với thủ đô Accra, trông như một làng được vươn lên thành thành phố. Trong khi những con đường nằm trong trung tâm được lát, những con đường nằm ngoài không được.
Thành phố Ho có ba bệnh viện, bao gồm Bệnh viện vùng Volta, được khánh thành năm 2000 với tiền cho vay của Chính phủ Anh. Ở đây cũng có nhiều bệnh viện thực hành.
Người dân thành phố Ho rất ân cần, và rất cởi mở với du khách và người nước ngoài. Tỷ lệ phạm pháp thấp.
Ho cũng có hai quán cà fê internet. Việc nối mạng tỉnh thoảng bị yếu. Ngoài đó, ở đây cũng có nhiều nhà thờ, bao gồm Nhà thờ Thiên chúa giáo nằm tại trung tâm thành phố. Tại đây cũng có thể bắt gặp nhiều quán ăn và nhà hàng, bao gồm cơ sở kinh doanh đặc biệt có tên Ngôi nhà trắng.